# Архипенко, Фёдор Фёдорович
Фёдор Фёдорович Архи́пенко (30 октября 1921 — 28 декабря 2012) — полковник Советской Армии, участник Великой Отечественной войны, Герой Советского Союза (1945).

## Биография
Фёдор Архипенко родился 30 октября 1921 года в деревне Авсимовичи Бобруйского уезда Белорусской ССР (ныне Бобруйского района Могилёвской области Беларуси) в крестьянской семье. В 1938 году он окончил среднюю школу и аэроклуб. В том же году был призван на службу в Рабоче-крестьянскую Красную Армию. В 1940 году он окончил военную авиационную школу в Одессе.
С июня 1941 года — на фронтах Великой Отечественной войны. До июня 1942 года воевал в составе 17-го истребительного авиационного полка 14-й смешанной авиационной дивизии, с июля 1942 года по октябрь 1943 года — в составе 508-го истребительного авиационного полка. С октября 1943 года до конца войны воевал в составе 129-го гвардейского истребительного авиационного полка.
Участвовал в боях за Украину, Сталинградской и Курской битвах, битве за Днепр, освобождении Молдавии, Румынии, Польши, Чехословакии, сражениях в Германии. В 1944 году вступил в ВКП(б). За годы войны Архипенко совершил в общей сложности 467 боевых вылетов (205 — на самолётах «И-153», «ЛаГГ-3» и «Як-1», 69 — на самолётах «Як-7б», 163 — на «Bell P-39 Airacobra». Участвовал в более чем 30 штурмовых атаках и 102 воздушных боях, в которых лично сбил 30 самолетов противника и ещё 14 — в составе группы, при этом самолёт Архипенко сбит ни разу не был.
К концу войны в 1945 году гвардии майор Архипенко был помощником командира 129-го гвардейского истребительного авиационного полка 22-й гвардейской истребительной авиационной дивизии 2-й воздушной армии 1-го Украинского фронта.
Указом Президиума Верховного Совета СССР от 27 июня 1945 года гвардии майор Фёдор Архипенко был удостоен высокого звания Героя Советского Союза с вручением ордена Ленина и медали «Золотая Звезда» за номером 4820.
После окончания войны Архипенко окончил курсы, после которых в 1946 году стал слушателем Монинской Военно-Воздушной академии. Вместе с ним училось более 100 Героев Советского Союза. С начала 1950-х годов, освоив реактивные самолёты, летал на «МиГ-15», «МиГ-17», «МиГ-21». Во время одного из тренировочных полётов получил тяжёлую травму после того, как с самолёта был сорван фонарь, но сумел посадить повреждённую машину.
В 1956 году Ф. Ф. Архипенко был назначен председателем Государственной экзаменационной комиссии в 1-е Чкаловское авиационное училище летчиков имени К. Е. Ворошилова. Именно тогда он подписал и вручил диплом об окончании училища Юрию Гагарину. Позднее он неоднократно встречался с первым космонавтом на аэродроме Внуково, где работал затем до списания с лётной работы.
В 1959 году в звании полковника Архипенко был уволен в запас. В 1968 году Архипенко окончил Московский инженерно-экономический институт. Работал заместителем управляющего трестом «Мособлоргтехстрой». В последние годы находился на пенсии, проживал в Москве. Умер 28 декабря 2012 года, похоронен на Троекуровском кладбище Москвы.
Также награждён четырьмя орденами Красного Знамени, орденами Отечественной войны 1-й и 2-й степеней, орденом Красной Звезды, рядом медалей.
23 января 2008 года, приблизительно в 13 часов, две мошенницы, представившись соцработниками, обменивающими медицинские полисы для приобретения по льготным ценам лекарственных средств для ветеранов. Пока одна из них отвлекала внимание Архипенко и его жены, вторая похитила из квартиры крупную сумму денег, золотые часы с дарственной надписью от ЦК КПСС и Правительства СССР, медаль «Золотая Звезда» и ювелирные изделия.
В апреле того же года в ходе оперативно-следственных мероприятий сотрудникам правоохранительных органов удалось найти медаль «Золотая Звезда» и вернуть её ветерану, однако задержать преступниц им не удалось.